# Rutledge (Georgia)
Rutledge – miasto w Stanach Zjednoczonych, w stanie Georgia, w hrabstwie Morgan.